# Nikmepa
Nikmepa – słabo znany amorycki król syryjskiego państwa Jamhad, panujący w 2 połowie XVIII wieku p.n.e., syn Jarim-Lima I, ojciec Irkabtum i Jarim-Lima III.